# Кет Ґрем
Катери́на Алекса́ндра Га́рфорд «Кет» Ґрем (англ. Katerina Alexandre Hartford "Kat" Graham; нар. 5 вересня 1989, Женева, Швейцарія) — американська акторка, співачка, модель, музична та виконавча продюсерка, танцюристка і філантропка. Найбільш відома роллю Бонні Беннет з телесеріалу «Щоденники вампіра». Учениця відомої української танцюристки Олени Грицак.

## Біографія
Народилася в Женеві (Швейцарія), коли її батько працював там журналістом. Виросла в Лос-Анджелесі (штат Каліфорнія, США). Її батьки — американо-ліберієць Джозеф (Joseph) і єврейка з російсько-польським корінням Наташа (Natasha). Її дідусь був послом Ліберії в ООН.
Почала свою кар'єру з комедії «Пастка для батьків» з Ліндсі Лохан у 1998 році. В подальшому була активна на телебаченні, а також з'явилась у кількох фільмах, серед яких «Татові знову 17» (2009) із Заком Ефроном та «Сусідка по кімнаті» (2010). Але найвідомішою її роллю є Бонні Беннет в серіалі «Щоденники вампіра». Також знімалась у кліпі Джастіна Бибера на пісню "Somebody to love".
Озвучувала сингл «Got It from My Mama» Will.i.am.

## Особисте життя
З 2008 року зустрічалася з Коттреллом Гідрі, заручилася у жовтні 2012, розійшлася у грудні 2014. 
З 2017 року зустрічалася з продюсером та режисером Дарреном Жене, у 2022 році одружилася з ним. 12 липня 2023 року оголосила, що розійшлася з 53-річним Жене кілька місяців тому. За її словами акторки, вони лишилися в добрих стосунках.

## Підтримка України
В 2024 році Кет Ґрем відвідала українських дітей у Будапешті. Її візит був частиною програми, організованої Управлінням Верховного комісара ООН у справах біженців, спрямованої на підтримку дітей, які постраждали внаслідок війни в Україні. Акторка поділилася у соціальних мережах відео, де вона проводить час із дітьми, створюючи атмосферу радості. Під час зустрічі вони разом сміялися, спілкувалися та навіть організували танцювальний флешмоб. Раніше місії Ґрем були зосереджені на допомозі країнам Африки . "Добре провели час із дітьми в українському просторі у Будапешті. Вони навчили мене моєму першому танцю для TikTok", - підписала відео акторка.

## Фільмографія
Фільми

| Рік  |   | Українська назва       | Оригінальна назва       | Роль                    |
| ---- | - | ---------------------- | ----------------------- | ----------------------- |
| 1998 | ф | Пастка для батьків     | The Parent Trap         | Джеккі                  |
| 2004 | ф |                        | Johnson Family Vacation | танцюристка             |
| 2007 | ф |                        | Hell on Earth           | Felicia                 |
| 2008 | ф |                        | Our First Christmas     | Bernie                  |
| 2010 | ф | 17 знову               | 17 Again                | Джеймі                  |
| 2011 | ф |                        | Dance Fu                | Chaka Lovebell          |
| 2011 | ф | Сусідка по комнаті     | The Roommate            | Кім Джонсон             |
| 2011 | ф | Лапочка 2: Місто танцю | Honey 2                 | Марія Рамірес           |
| 2011 | ф | Танцювальне кунг-фу    | Dance Fu                | Чака                    |
| 2012 | ф | Танцювальне місто      | Boogie Town             | Інгрід                  |
| 2012 | ф |                        | Bleachers               | Melanie                 |
| 2014 | ф | Залежна                | Addicted                | Діамант                 |
| 2017 | ф | Тупак: Легенда         | All Eyez on Me          | Джада Пінкет            |
| 2017 | ф | Де гроші?              | Where's the Money       | Аліша                   |
| 2018 | ф | Як це закінчується     | How It Ends             | Саманта «Сем» Сазерленд |
| 2018 | ф | Календар свят          | The Holiday Calendar    | Еббі Саттон             |
| 2019 | ф | Отруйна троянда        | The Poison Rose         | Ройз                    |
| 2026 | ф | Майкл                  | Michael                 | Даяна Росс              |

Серіали

| Рік       |   | Українська назва        | Оригінальна назва                        | Роль                 |
| --------- | - | ----------------------- | ---------------------------------------- | -------------------- |
| 2002      | с | Ліззі Макгвайр          | Lizzie McGuire                           | Членкиня загону      |
| 2003      | с | Малкольм у центрі уваги | Malcolm in the Middle                    | Актриса              |
| 2003      | с | Сильні ліки             | Strong Medicine                          | Ешлі Коллінз         |
| 2004      | с | Джоан з Аркадії         | Joan of Arcadia                          | Angela               |
| 2004      | с |                         | Like Family                              | Girl                 |
| 2004      | с |                         | Grounded for Life                        | Laura                |
| 2006      | с | Чужа сім'я              | The O.C.                                 | Кім                  |
| 2006      | с | CSI: Місце злочину      | CSI: Crime Scene Investigation           | Тиша                 |
| 2007      | с | Університет             | Greek                                    | танцюристка          |
| 2008—2009 | с | Ханна Монтана           | Hannah Montana                           | Еліссон              |
| 2009—2017 | с | Щоденники вампіра       | The Vampire Diaries                      | Бонні Беннет         |
| 2015      | с | Сталкер                 | Stalker                                  | Кристин Гарпер       |
| 2015      | с |                         | Backstage Diaries                        | Кет Ґрем             |
| 2015      | с |                         | Rise of the Teenage Mutant Ninja Turtles | Ейпріл О'Ніл (голос) |

## Дискографія

### Сингли
- 2007: «I Got It From My Mama»
- 2007: «Donque Song» Featuring Snoop Dogg
- 2010: «Sassy»
- 2010: «Cold Hearted Snake»
- 2011: «I Want It All»
- 2012: «Put Your Graffiti on Me»
- 2013: "I wanna say"
- 2013: "Power"

### Альбоми
- 2012: «Against The Wall»

## Тури
- Fanta
- 2007: The Black Eyed Peas Black Blue and You Tour Sponsored By Pepsi